# Sex Pot
Sex Pot is een Amerikaanse film uit 2009 van The Asylum met Rollin Perry.

## Verhaal
Twee 17-jarige jongens vinden een voorraad weed met de bijzondere uitwerking dat vrouwen er een onstuitbare zin in seks van krijgen.

## Rolverdeling
| Acteur          | Personage           |
| --------------- | ------------------- |
| Rollin Perry    | Josh 'Spanky' Green |
| Seth Cassell    | Mert                |
| Michelle Penick | Princess            |
| Rana Davis      | Strawberry          |
| Lindsey Ahern   | Pinky               |